# 賀
賀（が）は、漢姓のひとつ。『百家姓』の70番目。

## 中国の姓
2020年の中華人民共和国の第7回全国人口調査（国勢調査）に基づく姓氏統計によると中国で85番目に多い姓であり、294.33万人がいる。一方、台湾の2018年の統計では第143位で、5,572人がいる。

### 由来
賀氏はもと慶氏であり、斉の桓公の孫（斉侯無詭の子）にあたる慶克を祖とする由緒正しい氏であったが、のちに後漢の安帝の父である清河孝王劉慶の名を避諱して、意味の近い「賀」に改めたという。
また、鮮卑の賀頼氏・賀蘭氏が賀氏を名乗った（賀訥・献明賀皇后など）。賀氏は北魏の八姓のひとつであった。

### 著名な人物
- 賀斉 - 三国時代の呉の武将。
- 賀知章 - 唐の詩人。
- 賀竜 - 軍人。
- 賀国強 - 政治家。
- 賀子珍 - 毛沢東の三番目の妻。江青に迫害された。
- 賀衛方 - 政治学者。
- 賀軍翔 - 台湾の俳優。

## 朝鮮の姓
賀（ハ、朝: 하）は、朝鮮人の姓の一つである。2015年の韓国の国勢調査による人口は40人。

### 氏族
2015年の韓国の国勢調査によると、素砂賀氏は5人、残りの35人の本貫は不明である。